# Stemhebbende faryngale fricatief
De stemhebbende faryngale fricatief is een medeklinker die in het Internationaal Fonetisch Alfabet aangeduid wordt met [ʕ] , en in X-SAMPA met ?\.
Hoewel de klank in het IPA-systeem doorgaans bij de fricatieven wordt ingedeeld, lijkt [ʕ] ook sterk op een approximant. Er is geen taal bekend waarin bij deze klank duidelijk een verschil is tussen een fricatief en een approximant. 

## Kenmerken
- De manier van articulatie is approximant, of in sommige gevallen fricatief, wat inhoudt dat de klank geproduceerd wordt door hinder die de luchtstroom ondervindt op de plaats van articulatie, waarbij doorgaans geen turbulentie optreedt.
- Het articulatiepunt is faryngaal, wat inhoudt dat de klank wordt gevormd met de achterkant van de tong tegen de farynx.
- Het type articulatie is stemhebbend, wat wil zeggen dat de stembanden meetrillen bij het articuleren van de klank.
- Het is een orale medeklinker, wat wil zeggen dat de lucht door de mond naar buiten stroomt.
- Omdat de klank wordt gearticuleerd vanuit de keel zonder hulp van een onderdeel in de mond, valt de klank niet onder te verdelen bij de laterale of centrale medeklinkers.
- Het luchtstroommechanisme is pulmonisch-egressief, wat wil zeggen dat lucht uit de longen gestuwd wordt, in plaats van uit de glottis of de mond.

Deze pagina bevat fonetische informatie in het IPA, die in sommige browsers mogelijk niet correct wordt weergegeven.
Waar symbolen in paren voorkomen, vertegenwoordigt het rechter teken een stemhebbende medeklinker. Gearceerde gebieden bevatten medeklinkers die worden beschouwd als onuitspreekbaar.
Zie ook: IPA, Klinkers